# Acidiostigma amoenum
Acidiostigma amoenum är en tvåvingeart som beskrevs av Wang 1990. Acidiostigma amoenum ingår i släktet Acidiostigma och familjen borrflugor. Inga underarter finns listade i Catalogue of Life.